# کریستوف
کریستوف یا کریستف (انگلیسی: Christoph) یک نام کوچک مردانه و یک نام خانوادگی است. این نام شکلِ آلمانی کریستوفر است.
افراد مشهور با این نام از این قرارند:
- کریستف دیتزن‌هوفر، معمار آلمانی
- کریستوف متزلدر، بازیکن فوتبال آلمانی
- کریستف والتس، بازیگر اتریشی
- کریستوف دام، مربی فوتبال آلمانی